# Караулов, Василий Иванович
Василий Иванович Караулов (3 марта 1915, Синенькие, Саратовская губерния — 25 ноября 1955, Синенькие, Саратовская область) — капитан Советской Армии, участник Великой Отечественной войны, Герой Советского Союза (1944).

## Биография
Родился 3 марта 1915 года в селе Синенькие (ныне — Саратовский район Саратовской области). После окончания школы-семилетки работал трактористом в колхозе.
В 1936 году был призван на службу в Рабоче-крестьянскую Красную Армию, в 1940 году демобилизован. В 1941 году повторно был призван в армию. С ноября того же года — на фронтах Великой Отечественной войны. Принимал участие в боях на Северо-Западном, Волховском, Воронежском, Степном, 2-м Украинском фронтах, четыре раза был ранен. К октябрю 1943 года старший лейтенант Василий Караулов командовал ротой 936-го стрелкового полка 254-й стрелковой дивизии 52-й армии Воронежского фронта. Отличился во время битвы за Днепр.
1 октября 1943 года рота под командованием Василия Караулова одной из первых переправилась через Днепр в районе села Крещатик Черкасского района Черкасской области Украинской ССР и захватила плацдарм на его западном берегу. Отразив несколько контратак противника, она успешно удержала плацдарм. В этом бою получил ранение, но продолжал сражаться.
Указом Президиума Верховного Совета СССР «О присвоении звания Героя Советского Союза офицерскому, сержантскому и рядовому составу Красной Армии» от 22 февраля 1944 года за «образцовое выполнение боевых заданий командования при форсировании реки Днепр, развитие боевых успехов на правом берегу реки и проявленные при этом отвагу и геройство» был удостоен высокого звания Героя Советского Союза с вручением ордена Ленина и медали «Золотая Звезда» за номером 2554.
В 1946 году был уволен в запас в звании капитана. Вернулся в родное село. Скоропостижно скончался 25 ноября 1955 года.
Был также награждён орденами Красного Знамени и Красной Звезды, рядом медалей.